# シネクイント
シネクイント（CINE QUINTO）は、東京都渋谷区宇田川町に所在するミニシアター（映画館）。かつては同町の「渋谷PARCO part3」8階にあり、一旦休館していた。

## 概要
- 元々はファッションビル「渋谷PARCO part3」 8階にある「SPACE PART3」（スペース・パートスリー）という名称で、映画のみならず演劇などの催しも行う多目的ホールだったが、1999年7月3日に映画上映目的専用に改修され、現館名に改称してミニシアターとして再オープンした。
- こけら落とし作品となった『バッファロー'66』は7か月に及ぶロングランヒットとなり、大きな話題を呼んだ。
- “世界中の「喜怒哀楽」をお届けする”[1]をコンセプトに、やや特徴のある洋画や邦画を多数上映している。パルコが運営していることもあってか、邦画はパルコが製作に関与している作品が目立つ。
- 全席指定・定員入替制である。
- 渋谷PARCOの建替え休業のため、2016年8月7日をもって一旦休館。それに先立ち、8月6日から2日間、最終上映イベントとして、前述の『バッファロー'66』とパルコ出資作品の『下妻物語』の2作品が、入場料500円にて特別上映された。
- 2018年5月27日に閉館した渋谷シネパレス跡地に、二代目として同年7月6日に再開業[2]。
- また2019年11月22日には新生渋谷PARCO8階にも『WHITE CINE QUINTO』が開業している[3]。

## 代表的な上映作品
- バッファロー'66（1999年公開・アメリカ）
- ギャラクシー・クエスト（2001年公開・アメリカ）
- アタック・ナンバーハーフ（2001年公開・タイ）
- メメント（2001年公開・アメリカ）
- 28日後…（2003年公開・イギリス）
- ジョゼと虎と魚たち（2003年公開・日本）
- ルールズ・オブ・アトラクション（2003年公開・アメリカ / ドイツ）
- 下妻物語（2004年公開・日本）
- スウィングガールズ（2004年公開・日本）
- 笑の大学（2004年公開・日本）
- 約三十の嘘（2004年公開・日本）
- マシニスト（2005年公開・スペイン / アメリカ）
- カスタムメイド10.30（2005年公開・日本）
- アメノナカノ青空（2005年公開・韓国）
- 嫌われ松子の一生（2006年公開・日本）
- ブライアン・ジョーンズ ストーンズから消えた男（2006年公開・イギリス）
- さくらん（2007年公開・日本）
- キサラギ（2007年公開・日本）
- アフタースクール（2008年公開・日本）
- デトロイト・メタル・シティ（2008年公開・日本）
- ハンサム★スーツ（2008年公開・日本）
- ソラニン（2010年公開・日本）
- 告白（2010年公開・日本）
- 悪人（2010年公開・日本）
- リトル・ランボーズ（2010年公開・イギリス / フランス）
- 127時間（2011年公開・アメリカ/イギリス）
- うさぎドロップ（2011年公開・日本）
- ムカデ人間（2011年公開・アメリカ）
- 宇宙人ポール（2011年公開・イギリス / アメリカ）
- しあわせのパン（2012年公開・日本）
- SHAME -シェイム-（2012年公開・イギリス）
- テルマエ・ロマエ（2012年公開・日本）
- アタック・ザ・ブロック（2012年公開・イギリス）
- ヘルタースケルター（2012年公開・日本）
- 鍵泥棒のメソッド（2012年公開・日本）
- ミロクローゼ（2012年公開・日本）
- ルビー・スパークス（2012年公開・アメリカ）
- きいろいゾウ（2013年公開・日本）
- キャビン（2013年公開・アメリカ）
- 恋の渦（2013年公開・日本）
- ダイナソー・プロジェクト（2013年公開・イギリス）
- ペタル ダンス（2013年公開・日本）
- アイアン・フィスト（2013年公開・アメリカ）
- ウォーム・ボディーズ（2013年公開・アメリカ）
- ブリングリング（2013年公開・アメリカ / フランス / イギリス / 日本 / ドイツ）
- 土竜の唄 潜入捜査官REIJI（2014年公開・日本）
- FOOL COOL ROCK! ONE OK ROCK DOCUMENTARY FILM（2014年公開・日本）
- 万能鑑定士Q -モナ・リザの瞳-（2014年公開・日本）
- エイトレンジャー2（2014年公開・日本）
- 複製された男（2014年公開・カナダ / スペイン）
- TOKYO TRIBE（2014年公開・日本）
- ぶどうのなみだ（2014年公開・日本）
- 日々ロック（2014年公開・日本）
- 美女と野獣（2014年公開・フランス / ドイツ）
- 海月姫（2014年公開・日本）
- ストロボ・エッジ（2015年公開・日本）
- 東京無国籍少女（2015年公開・日本）
- ヒロイン失格（2015年公開・日本）
- 俺物語!!（2015年公開・日本）
- シング・ストリート 未来へのうた（2015年公開・アイルランド / イギリス / アメリカ）
- ヘイトフル・エイト（2016年公開・アメリカ）
- いつのまにか、ここにいる Documentary of 乃木坂46（2019年公開・日本）
- Diner ダイナー（2019年公開・日本）
- ジョジョ・ラビット（2020年公開・アメリカ）
- 水曜日が消えた（2020年公開・日本）
- ぐらんぶる（2020年公開・日本）
- 人数の町（2020年公開・日本）
- Swallow  (2021年公開・アメリカ / フランス)
- まなみ100%（2023年公開・日本）